# Институт изучения войны
Институт изучения войны (англ. Institute for the Study of War; ISW) — американский аналитический центр, основанный в 2007 году историком Кимберли Каган.
Институт по изучению войны проводит исследования в области обороны и международных дел. Функционирует за счёт грантов и пожертвований крупных оборонных подрядчиков, включая General Dynamics, DynCorp и, ранее, Raytheon. Главный офис находится в Вашингтоне, округ Колумбия.

## Исследования
ISW проводит исследования в рамках американских проектов, создаваемых на основе возникающих вооружённых конфликтов[нужна цитата].

### Проект «Афганистан»
На регулярной основе отслеживается и анализируется эффективность операций властей Афганистана и коалиции, направленных на обеспечение безопасности населения. Особое внимание уделяется пониманию этнической, племенной и политической динамики в стране.
В 2010 году эксперты ISW представили Конгрессу США доклад о проблемах коррупции и использовании афганских силовиков в стратегии Международных сил содействия безопасности.

### Проект «Ирак»
В 2009 году ISW снял документальный фильм «The Surge: The Untold Story», представляющий собой исторический отчёт о военных операциях США в Ираке во время переброски войск в 2007 и 2008 годах. Фильм был номинирован на несколько наград. В 2010 году стал обладателем специального приза жюри на кинофестивале WorldFest в Хьюстоне. Кроме того фильм получил награду как лучший документальный фильм на кинофестивале GI в Вашингтоне, округ Колумбия.
После окончания военной операции в Ираке, ISW сфокусировал свои исследования на динамике в области безопасности и политики Ирака.

### Ближневосточный проект в области безопасности
В ноябре 2011 года Институт приступил к осуществлению проекта по вопросам обеспечения безопасности на Ближнем Востоке. Проект в настоящее время ориентирован на исследования по Сирии, Ирану и Ливии.

#### Сирия
ISW подготовил несколько докладов, в том числе:
- Борьба за Сирию в 2011 году.
- Вооруженная оппозиция Сирии.
- Политическая оппозиция Сирии.
- Сирия созревает в страхе[9].

#### Ливия
ISW выпустил четыре доклада о вооружённом конфликте в Ливии, приведшем к свержению Муаммара Каддафи.

#### Иран
Проект направлен на изучение проблем национальной безопасности, сдерживание угроз, возникающих в связи с ядерными амбициями Ирана, определение способов, с помощью которых США могут контролировать растущее влияние Ирана в регионе.

### Проект «Украина»
Эксперты ISW в ноябре 2021 года опубликовали данные о подготовке Россией вторжения на Украину.
ISW публикует ежедневные аналитические отчёты о боевых действиях на Украине. На аналитику ISW опираются публикации мировых новостных агентств, в частности, BBC.